# Maslinsäure
Maslinsäure ist ein pentazyklisches Triterpen, das aus fünf Cyclohexanringen aufgebaut ist. Maslinsäure ist ein natürlicher Bestandteil des Olivenöls.

## Vorkommen

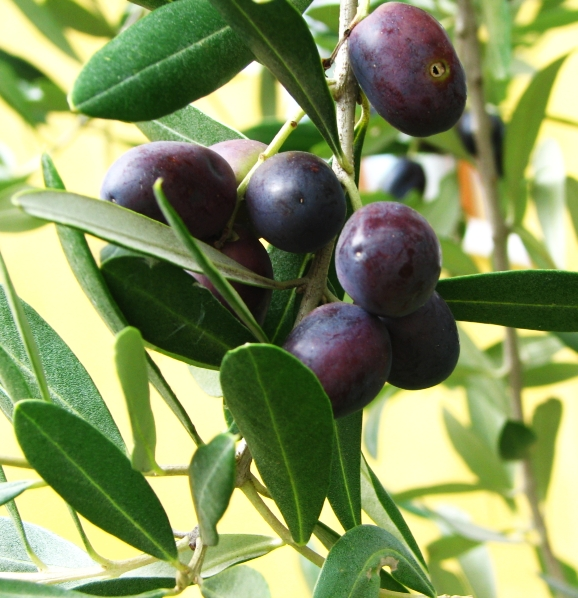
Oliven und Olivenblätter enthalten Maslinsäure

Maslinsäure findet sich als wachsartige Schutzschicht auf den Blättern und den Früchten des Olivenbaums. In Oliven liegt der Gehalt an Maslinsäure zwischen etwa 700 und 1000 mg pro kg. Mit zunehmender Reifung nimmt der Gehalt ab. Pro Kilogramm nativem Olivenöl können bis zu 250 mg Maslinsäure enthalten sein. In raffiniertem Öl ist der Gehalt an Maslinsäure erheblich niedriger. Die Press- und Zentrifugenrückstände von der Olivenölherstellung sind eine wichtige Quelle zur Gewinnung von Maslinsäure und anderen verwandten pentacyclischen Triterpenen, wie beispielsweise Oleanolsäure. Aus diesen Rückständen lassen sich die Triterpene durch Extraktion mit Lösungsmitteln gewinnen.
Auch in der Japanischen Nelkenwurz (Geum japonicum), der Königinblume (Lagerstroemia speciosa) der Kleinen Braunelle (Prunella vulgaris), dem Asiatischen Blüten-Hartriegel (Cornus kousa), der Sibirischen Ulme (Ulmus pumila), im Chinagras (Boehmeria nivea) und einer Reihe anderer Pflanzen konnte Maslinsäure nachgewiesen und isoliert werden.

## Eigenschaften und pharmakologisches Potenzial
Maslinsäure ist zytotoxisch. Sie ist zwar nicht in der Lage freie Radikale abzufangen, bewirkt aber einen Schutz der DNA gegen Oxidation.
In In-vitro-Versuchen konnte eine antiproliferative und apoptoseauslösende Wirkung der Maslinsäure nachgewiesen werden. Maslinsäure aktiviert Caspase-3, ein für die Apoptose wichtiges Enzym. Die Verbindung scheint darüber hinaus die Gefäßneubildung (Angiogenese) sowie das Enzym Cyclooxygenase-2 (COX-2) zu inhibieren. Eine anti-diabetische Wirkung konnte in Modellorganismen nachgewiesen werden.
An verschiedenen Krebszelllinien – insbesondere an Dickdarmkrebszellen – wurde eine anti-karzinogene Wirkung nachgewiesen. Es wird vermutet, dass das aus epidemiologischen Daten her bekannte, vergleichsweise niedrige Dickdarmrisiko der mediterranen Bevölkerung mit dem vergleichsweise hohen Verzehr an Olivenöl und Oliven zusammenhängt und eine der Ursachen der Olivenbestandteil Maslinsäure ist. Pro Person und Tag liegt dort die Aufnahme an Maslinsäure bei etwa 62 mg. Darüber hinaus konnten kardioprotektive Eigenschaften der Maslinsäure nachgewiesen werden.
Gegenüber parasitären Krankheitserregern, wie beispielsweise Plasmodien (Plasmodium falciparum oder Toxoplasma gondii) oder Protozoen wie Eimeria tenella, zeigt Maslinsäure eine anti-parasitäre Wirkung.
Maslinsäure hemmt Enzyme, die das HI-Virus benötigt.

## Weiterführende Literatur
- X. Wen, H. Sun, J. Liu, K. Cheng, P. Zhang, L. Zhang, J. Hao, L. Zhang, P. Ni, u. a.: Naturally occurring pentacyclic triterpenes as inhibitors of glycogen phosphorylase: synthesis, structure-activity relationships, and X-ray crystallographic studies. In: Journal of Medicinal Chemistry Band 51, Nummer 12, Juni 2008, S. 3540–3554, doi:10.1021/jm8000949. PMID 18517260.
- C. Li, Z. Yang, Z. Li, Y. Ma, L. Zhang, C. Zheng, W. Qiu, X. Wu, u. a.: Maslinic acid suppresses osteoclastogenesis and prevents ovariectomy-induced bone loss by regulating RANKL-mediated NF-κB and MAPK signaling pathways. In: Journal of Bone and Mineral Research Band 26, Nummer 3, März 2011, S. 644–656, doi:10.1002/jbmr.242. PMID 20814972.
- C. Li, Z. Yang, C. Zhai, W. Qiu, D. Li, Z. Yi, L. Wang, u. a.: Maslinic acid potentiates the anti-tumor activity of tumor necrosis factor alpha by inhibiting NF-kappaB signaling pathway. In: Molecular Cancer Band 9, 2010, S. 73, doi:10.1186/1476-4598-9-73. PMID 20367887. PMC 2907730 (freier Volltext).
- L. Y. Mooi, N. A. Wahab, N. H. Lajis, A. M. Ali: Chemopreventive properties of phytosterols and maslinic acid extracted from Coleus tuberosus in inhibiting the expression of EBV early-antigen in Raji cells. In: Chemistry & biodiversity Band 7, Nummer 5, Mai 2010, S. 1267–1275, doi:10.1002/cbdv.200900193. PMID 20491082.
- W. W. Qiu, Q. Shen, F. Yang, B. Wang, H. Zou, J. Y. Li, J. Li, J. Tang: Synthesis and biological evaluation of heterocyclic ring-substituted maslinic acid derivatives as novel inhibitors of protein tyrosine phosphatase 1B. In: Bioorganic & medicinal chemistry letters Band 19, Nummer 23, Dezember 2009, S. 6618–6622, doi:10.1016/j.bmcl.2009.10.017. PMID 19846303.
- T. Guan, Y. Li, H. Sun, X. Tang, Y. Qian: Effects of maslinic acid, a natural triterpene, on glycogen metabolism in cultured cortical astrocytes. In: Planta Medica Band 75, Nummer 10, August 2009, S. 1141–1143, doi:10.1055/s-0029-1185481. PMID 19291614.